# 圖盧茲足球俱樂部
圖盧茲足球俱樂部（法語發音：[tuluz]，簡稱Toulouse或首字母縮略字TFC）是一家位於法國西南部第四大城市圖盧茲的足球俱樂部，為法国足球甲级联赛的球隊之一，其前身同名球隊成立於1937年。球隊主場土魯斯市政球場（Stadium Municipal）可容納37,000人。

## 歷史
圖盧茲的前身球隊於1937年成立，名稱正是圖盧茲足球會（Toulouse Football Club），但於1967年將整支球隊包括球員及法甲的席位一併賣給巴黎紅星。
球隊於1970年5月25日另起爐灶，以圖盧茲體育聯盟（Union Sportive Toulouse）名義再次成立，吸納加斯科涅（Gascogne）及米弥赞-博納富瓦（l'AS Mermoz-Bonnefoy）地區的年輕球員以鞏固球員陣容。球隊於1970/71年球季開始加入乙組比賽，穿著紅白球衣，於1977年取回其前身球隊的名稱圖盧茲足球會及採用紫及白的新球衣顏色。球隊的戰績不斷改善，終於1982年升上甲組，更於1984年獲得歐洲足協盃的參賽資格。球隊最佳的成績是於1986/87年球季獲得聯賽季軍及再次參賽歐洲足協盃，期間曾以十二碼淘汰當時擁有球王的。
其後球隊開始衰落，於1994年降級乙組。在整個九十年代球隊不斷在甲乙組之間浮沉，而球隊亦受到財務困擾。更於2001年因財困被法國足總勒令降級，幾乎失去職業球隊的資格。但球隊迅即反彈，於兩季後獲得乙組冠軍（2002/03年）重返甲組行列。重返甲組的成績強差人意（第16、第13及第16位），於2006/07年即能取得一席季軍，獲得參賽歐聯外圍賽的資格。

## 球會榮譽
- 法國足球乙級聯賽
  - 冠軍 (3次): 1981–82, 2002–03, 2021–22
- 法國盃
  - 冠軍 (1次): 2022–23

## 外部連結
- 圖盧茲足球俱樂部官方網站 （页面存档备份，存于）